# Chōnan
Chōnan (japanska: 長南町?, Chōnan-machi) är en landskommun (köping) i Chiba prefektur i Japan. 